# Jonas Damborg
Jonas Damborg (17 april 1986) is een Deens voetballer (middenvelder) die sinds 2011 voor de Deense tweedeklasser Hobro IK uitkomt. 

## Interlandcarrière
Damborg speelde in de periode 2007-2008 zeven wedstrijden voor de Deense U-21, waarin hij één keer wist te scoren.